# Adorján Bence
| Adorján Bence                             | Adorján Bence                                                                            |
| Kattints az alábbi külső linkek egyikére! | Kattints az alábbi külső linkek egyikére!                                                |
| ----------------------------------------- | ---------------------------------------------------------------------------------------- |
| Nem található szabad kép.(?)              |                                                                                          |
| külső link · jogvédett                    | Adorján Bence. Neumann János Számítógép-tudományi Társaság. Informatikaitörténeti Fórum. |

Adorján Bence (Budapest, 1921. szeptember 14. – Budapest, 1989. augusztus 12.) közgazdász, villamosmérnök, informatikus, jövőkutató, az MTA doktora.

## Családja
Szülei Adorján Barnabás (–1949. december 26.) villamossági vállalkozó, rádiófelszerelési üzlettulajdonos, majd villanyszerelő kisiparos és Goth Mária vendéglátóipari alkalmazott, majd postai műszaki rajzoló. Apja építette – többek között – a Telefonhírmondó hangszórós erősítőit és a Bródy Sándor utcai első rádióstúdió antennáit. 
Felesége Karsai Adél (meghalt Budapest, 1975. szeptember 29. Temetés: 1975. október 7. Farkasréti temető).
Gyermekei, fia: ifj. Adorján Bence (–1996.) gépészmérnök, az ÉVITERV munkatársa; leánya: Kovár Gyuláné Adorján Adél (1954 – 1984. augusztus 6.) orvos, a SOTE II. sz. Kórbonctani Intézete orvosa.

## Élete
Budapesten kereskedelmi iskolában érettségizett (1939), a József Nádor Műszaki és Gazdaságtudományi Egyetem Közgazdaság-tudományi Karán közgazdász oklevelet és doktori oklevelet szerzett (1946), a Budapesti Műszaki Egyetem Villamosmérnöki Kar Gyengeáramú Szakán végzett (1959), a közgazdaság-tudományok kandidátusa (az első magyar informatikai kandidátus, 1976), doktori (1985). Okleveles könyvvizsgálói (1951) és felsőfokú népgazdasági tervezési képesítést is szerzett (1953).
A Magyar Petróleum Rt. adminisztrátora (1939–1941), a Hungária Vegyiművek munkatársa (1942–1948), az Országos Tervhivatal főelőadója (1948–1950), osztályvezetője (1950–1957). Az MTA Központi Fizikai Kutatóintézet Elektromos Főosztálya tudományos munkatársa és főosztályvezető-helyettese (1957–1966), főosztályvezetője (1966–1968). Az Elektronikus Fejlesztő és Kísérleti Műszergyártó Vállalat üzemvezetője (1968–1969), a Számítástechnikai Koordinációs Intézet (SZKI) tudományos és műszaki-gazdasági tanácsadója (1969–1972), az SZKI igazgatóhelyettese (1972–1981), nyugdíjas tudományos tanácsadója (1981–1989). 
A Perugiai Egyetem ösztöndíjasa (1942). Beruházás-tervezéssel az ipari beruházások hatékonyságvizsgálatával foglalkozott. Tanulmányai befejezése után két nagy vegyipari vállalatnál dolgozott, közben Heller Farkasnál (1877–1955) védte meg doktori értekezését. A II. világháború után, mint fiatal közgazdász, részt vett az Magyar Kommunista Párt Államgazdasági Osztálya által irányított közgazdasági tanulmányokban és az első népgazdasági tervek kidolgozásában (1948–1950), valamint közreműködött a magyarországi könyvszakértői képzési és vizsgáztatási rendszer demokratizálásában; majd munkáját az Országos Tervhivatalban is folytatta. 
Jelentős szerepet játszott a Brüsszeli Világkiállítás magyar sikerében, a magyar pavilon tudományos kiállítási és bemutatórészlegének vezetője (már, mint az MTA Központi Fizikai Kutatóintézet Elektromos Főosztálya tudományos munkatársa, 1958-ban). 
Kezdeményezte az Országos Műszaki Fejlesztési Bizottság irányítása alatt létrejött SZKI megalakulását, ahol új szervezési módszereket dolgozott ki a termelés koncentrálására, és ezzel összefüggésben, az Országos Műszaki Fejlesztési Bizottság megbízásából az I. Számítástechnikai Kutató Célprogram megalkotója (1976–1980 és 1980–1985). Különösen értékesek a számítógépesítés egyre növekvő hatását és a társadalomnak az egyre növekvő számítógép-függőségét elemző megállapításai. 
Az 1980-as években megjelent számítástechnikai művei a hazai informatikai irodalom nagyközönségnek szánt, igen nagy sajtóvisszhangot kiváltott, klasszikus dolgozatai. Írásai révén gyakran szerepelt napilapokban, hetilapokban és népszerű magazinokban. 
- Az MTA Jövőkutatási Bizottságának vezetője (1976–1981).
- A KGST Atomenergia békés célú felhasználásával foglalkozó bizottság nukleáris műszerszekciójának vezetője (1960–1967).
- A Méréstechnikai és Automatizálási Tudományos Egyesület Ipargazdasági Szakosztálya és a
- METESZ Ipari Osztálya Oktatási Csoportjának tagja.

Kitüntetései: Munka Érdemrend (bronz, 1969; ezüst, 1979). A Mérés és Automatika c. folyóirat szerkesztőbizottságának tagja volt 1973-tól. 
Szabadalma volt: Többutas koaxiális kapcsoló. Többekkel. (1965).
Tudományos cikkei elsősorban a Többlettermelésben (1951-től), a Figyelőben (1967-től), a Társadalmi Szemlében (1968-tól), az Atomtechnikai Tájékoztatóban (1968-tól), az Acta Oeconomicában (1975-) a Prognosztikában (1977-1980), a Magyar Tudományban (1978), az Automatizálásban (1978), az Automatikában (1980), a Mérés és Automatikában (1980), a Munkaügyi Szemlében (1983) jelentek meg.
Adorján Bence temetése 1989. augusztus 23-án a Farkasréti temetőben a 60-2/0/13/18 számú sírhelyébe történt.

## Fontosabb művei
- A magyar vegyipar fejlődésének lehetőségei. Egyetemi doktori értekezés. (Bp., 1946)
- A beruházások hatékonyságának kérdéséről. Sóky Dezsővel. (Az Országos Tervhivatal Tanulmányi Osztályának kiadványa. Bp., 1952)
- A beruházási terv.  A népgazdaság tervezése. Bp., 1952)
- Beruházási szervezetünk. – Beruházási szervezet a Szovjetunióban. (A BME Mérnöktovábbképző Intézete előadásai. Bp., 1953)
- A termelés koncentrálásának új szervezési irányai. Monográfia. (Bp., 1968)
- Jövedelmek és termelékenység. (Bp., 1972)
- Számítástechnika tegnap, ma, holnap. Monográfia és kandidátusi értekezés is. (Bp., 1977)
- A számítástechnika várható fejlődéséről. Tanulmányok. (PROGNOSZTIKA - A MTA Tudományszervezési Csoport kiadványa. 1977. 1-2. sz.)[2]
- A számítástechnika jövőjéről. Szentgyörgyi Zsuzsával. (Magyar Tudomány, 1978)
- A számítástechnika, mint a népgazdaság egészének fejlődését szolgáló új eszköz, illetve módszer prognosztizálásának néhány tapasztalata. (A III. Magyar Jövőkutatási Konferencia előadásai. 1978. okt. 3–5. Bp., 1979)
- A számítástechnika fejlődésének előrejelzése. Szini Istvánnal. (Vállalatvezetés, vállalatszervezés, 1979)
- A számítástechnikai prognóziskészítés tapasztalatairól és jövőjéről. Sipka Jenővel, Szentgyörgyi Zsuzsával. (Prognosztika, 1980)
- Jövedelempolitika. (Bp., 1981)
- A számítástechnika válaszúton. Monográfia. (Bp., 1982)
- A tudományos-technikai forradalom okozta változások felgyorsulásának és állandósuló irányzatainak néhány következménye.  (Közgazdasági Szemle – 1983. július-augusztus.)[3]
- Computer science in the next two decades. 259-272. In.: Future research in Hungary / [by Géza Kovács et al.]. / ed. by Ervin Bóna, Éva Gábor, Pál Sárkány. (Bp. Akadémiai Kiadó. 1983)
- Állítások és kételyek a számítástechnika, a mikroelektronika és az informatika jövőjéről. Monográfia. (Bp., 1984)
- Műszaki-gazdasági és társadalmi kölcsönhatások érvényesülése a számítástechnikában. Doktori értek. is. (Bp., 1985)